# Lungenfibrose

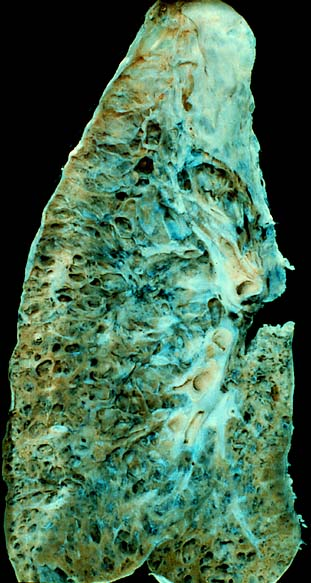
Lungenfibrose im Endstadium

Lungenfibrose (früher teils synonym mit „Lungencirrhose“ und „Lungensklerose“) ist eine Veränderung des Lungengewebes, bei der verstärkt Bindegewebe zwischen den Lungenbläschen (Alveolen) und den sie umgebenden Blutgefäßen gebildet wird, wodurch die Lunge verhärtet und vernarbt (fibrosiert). Durch die verringerte Dehnbarkeit verringert sich das Lungenvolumen und die Atmung wird behindert.
Es gibt zahlreiche Krankheitsbilder, die zu einer Lungenfibrose führen können. Sie gehören zur Gruppe der interstitiellen Lungenerkrankungen. Pneumokoniosen (Staublungen) wie die Silikose (Quarzstaublunge) sind dabei vertreten. Ist die Ursache unbekannt, bezeichnet man die Form als idiopathische interstitielle Pneumonien, deren häufigster Vertreter die idiopathische pulmonale Fibrose (IPF, idiopathische Lungenfibrose) ist. Die idiopathische Lungenfibrose ist im Verlauf wesentlich aggressiver, d. h. die Lebenserwartung ist geringer als bei exogen-allergischer Lungenfibrose.
Die exogen-allergische Lungenfibrose wird durch Allergene verursacht. Die Entzündung der Lungenbläschen ist ein fortschreitender Prozess, der zum Tode führen kann. Bei der Lungenfibrose versteift die Lunge, ihre Compliance sinkt, und es wird mehr Kraft benötigt, um die Lungenflügel ausreichend zu belüften, damit ein Gasaustausch stattfinden kann. Dieser ist bei einer Gewebevernarbung ohnehin gestört und der Sauerstoffanteil im Blut nimmt ab (Hypoxämie).

## Ursachen
- Fibrose mit bekannter Ursache (Medikamente, Kollagenosen). So stehen Bleomycin, Busulfan und Amiodaron im Verdacht, als Nebenwirkung eine Lungenfibrose zu verursachen. Weitere bekannte Ursachen (etwa 50 % der Fälle)[2]:
- Granulomatöse diffuse parenchymatöse Lungenerkrankung
- Lungenentzündungen: Idiopathische interstitielle Pneumonie (oder infektiöse Vorerkrankungen der Lunge[2])
- Inhalative oder nicht inhalative Noxen[2]
- Systemerkrankungen wie z. B. Sarkoidose, Rheumatoide Arthritis, Kollagenosen[2]
- Kreislaufbedingte Lungenschäden, u. a. Chronische Stauungslunge bei Linksherzinsuffizienz[2]
- andere Formen (z. B. Histiozytose)

Auslöser kann das Einatmen bestimmter Fasern wie Asbest, von Staubteilchen wie Quarzfeinstaub etc. oder eine exogen-allergische Reaktion auf bestimmte Eiweißbestandteile (beispielsweise aus Heusilos oder Taubenkot) sein. Auch Strahlentherapie von Lungenkrebs kann zur Lungenfibrose führen.

## Symptome
Beschwerden sind häufig Luftnot, geringe körperliche Belastbarkeit, stetiger Husten, Anstieg der Atemfrequenz sowie Kraftlosigkeit. Ein weiteres Indiz können Trommelschlägelfinger sein.

## Therapie Stand 2019
Eine Behandlung erfolgt manchmal mit kortisolhaltigen Präparaten und der Verabreichung von Sauerstoff (beispielsweise als Langzeittherapie) bei unzureichender Atemfunktion. Auch besteht die Möglichkeit, mit Immunsuppressiva zu therapieren – in geringerer Dosis als in der Chemotherapie. Dazu gehören z. B. Cyclophosphamid und Azathioprin.
Nintedanib wirkt positiv auf die Lungenfunktion von Patienten mit Systemischer Sklerose. Über 52 Wochen verzögerte die Einnahme zweimal täglich den Abbau der Lungenfunktion gegenüber Vergleichspatienten deutlich.
Es ist auch eine Behandlung mit Pirfenidon zu erwägen. Die zuvor verwendete Substanz Acetylcystein wird seltener eingesetzt. In schweren Fällen wird eine Lungentransplantation erwogen. Nach der Lungentransplantation wegen einer ILD beträgt die mittlere Überlebenszeit etwa fünf Jahre.